# Radim Nečas senior
Radim Nečas (* 26. August 1969 in Valtice) ist ein ehemaliger tschechischer Fußballspieler und derzeitiger Fußballtrainer.

## Spielerkarriere
Radim Nečas begann mit dem Fußballspielen bei Slezan Frýdek-Místek, mit 15 Jahren wechselte er zu Baník Ostrava. Dort debütierte der Mittelfeldspieler in der Spielzeit 1987/88 in der 1. Liga. Anfang der 1990er Jahre gehörte er zu den torgefährlichsten Mittelfeldspielern der Liga und wurde im Juli 1992 für etwa 25 Millionen Kronen von Slavia Prag verpflichtet. Damit war er nach Dragiša Binić der teuerste Spieler der tschechoslowakischen Liga. In Prag hatte es Nečas aufgrund der hohen Ablösesumme nicht leicht, gehörte aber dennoch zu den Leistungsträgern. 1993/94 war er mit sieben Treffern bester Torschütze der Mannschaft.
Nach der Saison wechselte Nečas zu Union Cheb und debütierte am Ende der Spielzeit 1994/95 in der Tschechischen Nationalmannschaft. Als Union Cheb 1996 Konkurs anmelden musste, ging Nečas zum griechischen Erstligisten Skoda Xanthi. Nach nur einem halben Jahr kehrte er nach Tschechien zurück und spielte fortan für den FK Jablonec 97. Anfang 2000 schien ein Wechsel zum chinesischen Verein Liaoning Fushen möglich, der aber letztlich scheiterte.
2000 versuchte er es mit einem Comeback bei Slavia, nachdem sich Trainer František Cipro gegen alle internen Widerstände durchgesetzt hatte, verließ den Verein aber schon nach einem halben Jahr in Richtung Slovan Bratislava. Anfang 2003 sah es so aus, als würde er zum SK Hradec Králové wechseln, schließlich ging er zum Drittligisten AFK Chrudim. Anschließend spielte er für den unterklassigen Verein Viktorie Jírny und erwarb gleichzeitig die Trainerlizenz.

## Trainerkarriere
2005/06 trainierte Radim Nečas eine Juniorenmannschaft bei Slavia Prag, Mitte 2006 übernahm er den Drittligisten FK Bohemians Prag, nach nur fünf Spieltagen wurde er entlassen. Anfang 2007 wurde er Trainerassistent beim Zweitligisten FK Zenit Čáslav. Zur Saison 2007/08 übernahm er die B-Mannschaft des FC Slovan Liberec, Anfang September 2007 wurde er Co-Trainer bei der ersten Mannschaft. Im Februar 2010 übernahm Nečas das Traineramt beim slowakischen Erstligisten FK Senica. Zur Saison 2010/11 wurde Nečas Coach des Drittligisten Arsenal Česká Lípa.

## Familie
Sein Sohn Radim Nečas junior ist Profifußballspieler.